# Åsbyråtjärn
Åsbyråtjärn är en tjärn i Malung-Sälens kommun i Dalarna och ingår i Dalälvens huvudavrinningsområde.

## Fiske
I tjärnen finns öring som sätts ut en gång om året. Fiskekort från Malungs FVOF krävs för personer som är 15 år eller äldre för att få fiska i sjön och endast flugfiske med flugspö är tillåtet.